# Bjarnadóttir
Bjarnadóttir ist ein isländischer und färöischer Name.

## Herkunft und Bedeutung
Bjarnadóttir ist ein Patronym und bedeutet Tochter des Bjarni. Die männliche Entsprechung ist Bjarnason (Sohn des Bjarni).
Am häufigsten wird der Name Bjarnadóttir in Island verwendet, wo er von 1.780 Personen getragen wird. Die Namensträgerinnen leben zu 60 Prozent in der Hauptstadtregion, zu 10 Prozent der nordöstlichen Region und zu 9 Prozent in der südlichen Region Islands. Außer in Island kommt der Name in mindestens 7 Ländern vor. In Dänemark lebt ein Prozent der Namensträgerinnen, ebenso in Schweden.

## Namensträgerinnen
- Guðbjörg Jóna Bjarnadóttir (* 2001), isländische Leichtathletin
- Guðrún Bjarnadóttir, isländische Miss International im Jahr 1963
- Halldóra Bjarnadóttir (1873–1981), isländische Lehrerin und Autorin
- Kristín Ýr Bjarnadóttir (* 1991), isländische Fußballspielerin
- Valgerður Bjarnadóttir (* 1950), isländische Politikerin